# .tel
A .tel egy internetes legfelső szintű tartomány kód, melyet 2005-ben hoztak létre. 2010. június 15-től ékezetes karaktereket is lehet regisztrálni.